# Ekvårtbitare
Ekvårtbitare (Meconema thalassinum) är en art i insektsordningen hopprätvingar som tillhör familjen vårtbitare. Den beskrevs första gången av den svenske entomologen De Geer 1773.
Ekvårtbitaren är en ganska liten vårtbitare med en kroppslängd på 11 till 16 millimeter. Dess habitat är främst lövskog, särskilt sådan där det växer ek. Färgen på kroppen är ljust grön. Antennerna är gulaktiga med brunaktiga ringar och vingarna är långa och välutvecklade. Hanen saknar stridulationsorgan. Istället lockar han till sig honor genom att sitta på ett blad och trumma på ytan med bakbenen. Detta beteende kan hanen hålla på med hela natten, även om han då och då gör korta avbrott. Om en hona visar sig sänker hanen sin kropp mot bladet och lyfter vingarna uppåt och framåt, vilket är en invit till parning. Efter parningen lägger honan ägg, som hon med sitt långa äggläggningsrör, eller ovipositor, ofta placerar i barkspringor på äldre träd.
I Sverige finns ekvårtbitaren i de södra delarna av landet, främst i Skåne och Blekinge samt på Öland. I övriga Europa är ekvårtbitaren vanligast i de centrala delarna, men den förekommer västerut till Storbritannien och österut till Kaukasus. Den har även införts till Long Island i USA.